# Campeonato Capixaba 2018
In 2018 werd het 102de Campeonato Capixaba gespeeld voor voetbalclubs uit de Braziliaanse staat Espírito Santo. De competitie werd georganiseerd door de FES en werd gespeeld van 17 januari tot 7 april. Serra werd kampioen. 

## Eerste fase
| Plaats | Club                | Wed. | W | G | V | Saldo | Ptn. |
| ------ | ------------------- | ---- | - | - | - | ----- | ---- |
| 1.     | Serra               | 9    | 7 | 1 | 1 | 16:7  | 22   |
| 2.     | Real Noroeste       | 9    | 5 | 3 | 1 | 20:10 | 18   |
| 3.     | Espírito Santo      | 9    | 4 | 3 | 2 | 13:7  | 15   |
| 4.     | Rio Branco-VN       | 9    | 4 | 3 | 2 | 16:11 | 15   |
| 5.     | Desportiva          | 9    | 3 | 5 | 1 | 14:8  | 14   |
| 6.     | Atlético Itapemirim | 9    | 3 | 5 | 1 | 14:8  | 14   |
| 7.     | Vitória             | 9    | 3 | 3 | 3 | 7:9   | 12   |
| 8.     | Tupy                | 9    | 1 | 2 | 6 | 7:17  | 5    |
| 9.     | Doze                | 9    | 1 | 1 | 7 | 8:23  | 4    |
| 10.    | São Mateus          | 9    | 0 | 2 | 7 | 5:20  | 2    |

|  | Geplaatst voor tweede fase |
|  | Degradatie                 |

## Tweede fase
In geval van gelijkspel gaat de club met het beste resultaat in de competitie door.
|  | halve finale   | halve finale | halve finale | halve finale |  |               | finale | finale | finale | finale |
|  |                |              |              |              |  |               |        |        |        |        |
|  |                |              |              |              |  |               |        |        |        |        |
|  | Rio Branco-VN  | 1            | 0            | 1            |  |               |        |        |        |        |
|  | Serra          | 0            | 1            | 1            |  |               |        |        |        |        |
|  |                |              |              |              |  | Serra         | 1      | 3      | 4      |        |
|  |                |              |              |              |  | Real Noroeste | 0      | 4      | 4      |        |
|  | Espírito Santo | 1            | 2            | 3            |  |               |        |        |        |        |
|  | Real Noroeste  | 2            | 4            | 6            |  |               |        |        |        |        |

Details finale
|                |               |          |       |                                                               |
| 31 maart 16:10 | Real Noroeste | 0 – 1    | Serra | Estádio José Olímpio da Rocha, Águia Branca Toeschouwers: 849 |
| 31 maart 16:10 |               | 34' Rael |       | Estádio José Olímpio da Rocha, Águia Branca Toeschouwers: 849 |

| Real Noroeste | Serra |

|               |                                   |       |                                             |                                                       |
| 7 april 16:10 | Serra                             | 2 – 1 | Real Noroeste                               | Estádio Kleber Andrade, Cariacica Toeschouwers: 2.074 |
| 7 april 16:10 | Darlan 1' Thiaguinho 56' Rael 86' |       | 21' Warley 25' Madison 68', 88' Igor Santos | Estádio Kleber Andrade, Cariacica Toeschouwers: 2.074 |

| Serra | Real Noroeste |

## Kampioen
| Campeonato Capixaba de 2018 |
| Espírito Santo              |
| --------------------------- |
| SERRA Kampioen (6° titel)   |